# Imzad

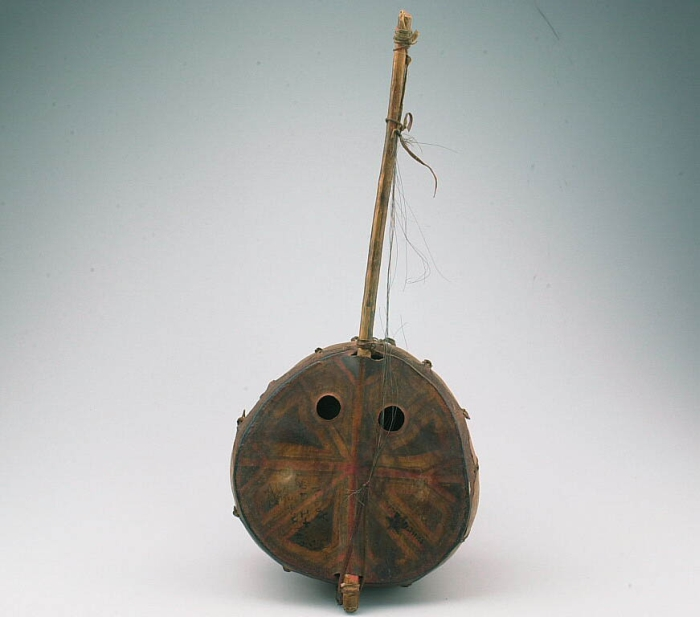
Imzad

Imzad nebo také amzad je strunný nástroj používaný v hudbě berberských národů, především saharských Tuaregů. Vyrábí se z plodu lagenárie obecné, který se rozpůlí a potáhne kozí kůží, krk je zhotoven z akácie. Imzad má jedinou strunu spletenou z koňských žíní. Smyčec je vyroben ze dřeva a žíní. Název nástroje pochází ze slova pro vlas v jazyce tamašek.
Podle tradice mohou hrát na imzad pouze ženy, doprovázející mužské zpěváky a tanečníky. Tuaregové věří, že mužům by hraní na imzad přineslo neštěstí. Nejlepší hudebnice se v tuarežské společnosti těší velké vážnosti.
Ve dvacátém století hraní na imzad upadlo, o vzkříšení tradice se zasloužilo sdružení Zachraňte imzad, které založilo hudební školy a Dům imzadu ve městě Tamanrasset, kde je dílna na výrobu nástrojů i nahrávací studio. V roce 2013 UNESCO zařadilo imzad mezi mistrovská díla ústního a nehmotného dědictví lidstva.
Malijská hudební skupina Tartit ve své tvorbě kombinuje zvuk imzadu s moderními elektrifikovanými nástroji.